# Geometría convexa
La geometría convexa es una rama de la geometría, cuyo objeto de   estudio e investigación son los  sistemas convexos, principalmente, en  el espacio euclidiano. Los sistemas convexos aparecen, naturalmente,  en diversas áreas de la matemática: la geometría de cómputo, el análisis convexo, la geometría discreta, el análisis funcional, la geometría de números, la geometría integral, la programación lineal, y la teoría de las probabilidades. Según la American Mathematical Society en la clasificación 2000, las ramas importantes de trabajo indagatorio en la geometría convexa y discreta son: Convexidad general, politopos y poliedros, geometría discreta. 

## Nota histórica
La geometría convexa es una disciplina matemática relativamente joven. Se conjetura que los primeros hallazgos conocidos,  datasen  de la Antigüedad y se pueden remontar a los trabajos de Euclídes y de Arquímedes. Se constituyó en una rama independiente,  en las matemáticas,  al final del siglo XIX, fundamentalmente, debido a los trabajos de Hermann Brunn y de Hermann Minkowski en dos y tres dimensiones. Una gran parte de sus resultados rápidamente fue generalizada a los espacios de grandes dimensiones, y en 1934 T. Bonnesen y W. Fenchel dieron un examen comprensivo de la geometría convexa en el espacio euclidiano Rn. El desarrollo adicional de la geometría convexa en el siglo XX y sus relaciones con varias disciplinas matemáticas se resumen en el manual de geometría convexa corregido de P. M. Gruber y J. M. Wills.

## Clasificación
Clasificación adicional de los resultados generales de la convexidad en la lista siguiente:	
- convexidad axiomática y generalizada;
- sistemas convexos sin restricciones de la dimensión;
- sistemas convexos en espacios topológicos vectoriales;
- sistemas convexos en 2 dimensiones (incluyendo curvas convexas);
- sistemas convexos en 3 dimensiones (incluyendo superficies convexas);
- sistemas convexos en n dimensiones (incluyendo hipersuperficies convexas);
- espacios finito-dimensionales de Banach;
- sistemas aleatorios convexos y geometría integral;
- aproximación por sistemas convexos;
- variantes de los sistemas convexos (formación-estrella, (m, n) - convexo, etc.);
- Teoremas tipo Helly y teoría transversal geométrica;
- otros problemas de la convexidad combinatorial;
- longitud, área, volumen;
- volúmenes mezclados y asuntos relacionados;
- desigualdades y problemas extremos;
- funciones convexas y programas convexos;
- convexidad esférica e hiperbólica.

La denominación "geometría convexa" también se utiliza en combinatoria como el nombre para un modelo abstracto de los sistemas convexos basados en antimatroides.